# 中村聖奈
中村 聖奈（なかむら せいな、1979年1月14日 - ）は日本のグラビアモデル。初期のお菓子系アイドルの多くと同様に、芸名が多い。

## 概要

### 略歴
1996年、17歳でお菓子系雑誌『クリーム』のグラビアからデビュー。同誌はこの頃、従来のブルセラ猥褻路線からアイドルグラビア路線に舵を切り始めており、新路線の元で輩出された最初期のお菓子系アイドルの代表格となった。
その後は他誌を含めた各種お菓子系雑誌で活動。長らく露出を抑えた清純派路線を担ってきたが、1999年に中山みづほ名義でヘアヌードを初披露。翌年には会田我路撮影の2ndヘアヌード写真集を発売。この写真集ではメイクの雰囲気もがらりと変わった。その後一時引退していたが、名義を変えて散発的に芸能活動を続けている。
なお、ヘアヌード初披露時には「18歳」との表記が見られるが、これは公称生年月日を「1981年1月14日」に変更していたためであり、当初の公称生年月日「1979年1月14日」から計算すると既に20歳である。同様に、中村さくらとしての生年月日は「1984年1月13日」、中村桜としては「1985年1月13日」と後になるほど生年が遅くなる傾向が見られる。

### 中村みづほとの混同
中村みづほと混同されることが多く、また、I-dicの誤情報から中村聖奈が「中村みづほ」を名乗っていた時期があるとの誤解も多いが、別人である。
両者が混同される理由は、主に以下の点があげられる。
- いずれも1996年にモデルデビュー（中村聖奈はグラビア誌、中村みづほはファッション誌）。
- 1997年頃、中村聖奈は「中山みづほ」の芸名で活動。
- いずれも1999年にヘアヌードを初披露、それぞれ写真集を発売。
- ヘア写真集時の中村聖奈の芸名は1冊目「MIZUHO」・2冊目「みづほ」、中村みづほはヘア写真集時「みづほ」。
- 写真集タイトルは中村聖奈2冊目『みづほ 恋2000 Millennium』、中村みづほ『みづほ ミレニアム記念ブック』。
- いずれもヘアヌード後、一時引退状態となる。

また、ファッションモデルの中村さくら、声優の中村桜とも無関係。

## ヘアヌード写真集
- 涙はヒミツ MIZUHO写真集（1999年7月、倉繁利撮影、ワニマガジン社） - ISBN 978-4898292716
- みづほ 恋2000 Millennium（2000年4月、会田我路撮影、ぶんか社） - ISBN 978-4821123315